# Transport i Montenegro
Transport i Montenegro

## Flygplatser
Montenegro har två internationella flygplatser:
- Podgoricas flygplats - TGD
- Tivat flygplats - TIV

Podgoricaflygplatsen fick nyligen[när?] en ny och modern terminalbyggnad, och Tivatflygplatsen genomgick en expansion och kunde nu ta emot nattlandningar.
Det finns även flygplatser i Berane, Žabljak och Nikšić, men dessa används främst för militärflygning och kan inte ta emot större mängder flygplan.

## Järnvägar
Montenegro har totalt 250 kilometer järnväg. Av dessa består 100%, alltså 250 kilometer av normalspår.
Montenegrosidan av Belgrad - Bar är huvudpunkten för den montenegrinska järnvägstrafiken. Knutpunkten öppnades år 1979 och var på den tiden den främsta järnvägen, med bland annat Mala Jiekaviadukten (den högsta järnvägsviadukten i världen) och den 6,2 kilometer långa Sozinatunneln. Ungefär en tredjedel av järnvägarna går i tunnlar och viadukter.

## Bilvägar
De europeiska vägarna E65, E80, E762, E763 och E851 går igenom landet.
Totalt finns det 5 277 kilometer bilvägar i landet, varav 1 729 är asfalterad.[när?]
Vägarna i Montenegro når ofta inte upp till den europeiska standarden. Ekonomiska kriser under 1990-talet och de jugoslaviska krigen lämnade landet utan några som helst resurser för att expandera och förbättra vägarna i landet. Problemen kvarstår i norra delen av landet, där vägen från Podgorica till Kolašin förbi Moračadalen, är en av de farligaste i Europa, speciellt under vintern.
Förarbetet för att bygga en ny, modern, motorväg till norra delen av landet, som ska passera Moračadalen har påbörjats. Projektet är av stor betydelse för Montenegro eftersom detta är den svaga länken i det montenegrinska vägsystemet.

## Hamnar
Bar är den ledande havsporten i Montenegro. Den är kapabel till att ta hand om cirka 5 miljoner ton gods, och är basen för färjelinjerna till Bari och Ancona i Italien. Övriga hamnar finns i Kotor, Tivat samt i Zelenika.